# Extermination douce
« Extermination douce » est une expression forgée pour dénoncer l'abandon et la mort lente, de faim, de froid et de carence de soins, des personnes présentant des troubles mentaux (malades mentaux) dans les hôpitaux psychiatriques français durant l'Occupation, soit entre 44 144 et 50 518 victimes.
L'extermination douce, diversement présentée par les témoins, les épidémiologues et les psychiatres, selon leurs sensibilités et leurs visions partielles, mais maintes fois mentionnée dans les publications scientifiques ou la presse depuis 1941, n'a fait de la part des historiens l'objet d'aucune étude spécifique jusqu'en 2005, hormis quelques mémoires de maîtrise. La plupart des témoins sont morts sans avoir été interrogés et de nombreux documents détaillant des situations locales sont toujours inexploités.
L'insuffisance et la restriction des moyens affectés aux hôpitaux psychiatriques demeure sous tous les régimes une constante régulièrement dénoncée par les équipes médicales. Toutefois, l'« hécatombe des fous » sous l'Occupation, de même que les décès dans les camps ouverts dès novembre 1938 par la Troisième République, est présentée comme un non-dit par des historiens contemporains.

## Surmortalité
En 1940, il y avait 105 188 personnes hospitalisées dans les hôpitaux psychiatriques français. Ils étaient 59 503 en 1944. Durant ces quatre années, le nombre de nouvelles hospitalisations a été, selon les hôpitaux, faible ou sinon constant.
Entre le 1er janvier 1940 et le 31 décembre 1944, le nombre de patients morts qui ont été enregistrés dans ces établissements a été de 76 327, 78 287 si on corrige les erreurs manifestes. En conservant le taux de mortalité d'avant guerre, ce premier nombre aurait dû être 27 769. Le nombre de 40 000 morts supplémentaires habituellement avancé, chiffre produit en 1948 par le médecin statisticien de l'INH Henri Duchêne, est donc une approximation qui sous estimerait la réalité d'au moins 20 %.
Inversement, selon la manière de calculer, l'estimation peut être moindre et rester proche de ces 40 000. En retenant un taux rapporté non pas à la totalité des patients effectivement traités mais à un nombre moyen de patients traités en une année, ce qui est une façon de tenir compte de l'augmentation globale de la population française et donc du nombre de patients attendus, le nombre de morts attendus est majoré et la surmortalité minorée d'autant. En outre, la statistique de l'époque étant incomplète, l'extrapolation à partir d'un taux de mortalité moyen, qui reste toutefois supérieur au taux calculé sur les seules données effectivement enregistrées avant guerre, ramène la surmortalité à 44 144.
L'évaluation exacte du total reste de toute façon difficile pour plusieurs autres raisons, les erreurs d'enregistrement, la qualité du diagnostic, la multiplicité des facteurs de mortalité, les variations des autres facteurs de mortalité, telle que la quantité d'alcool disponible durant la guerre et la réduction de l'alcoolisme, les variations non linéaires d'échantillons liées par exemple au déplacement de populations sur lesquelles les moyennes sont projetées de façon linéaire, l'occultation délibérée d'une partie des décès, la falsification des données, la disparition des documents… Des enquêtes partielles révèlent des surmortalités de 200 % à 300 % selon les années.
Quoi qu'il en soit des chiffres exacts, « l’extermination douce » est, pour la seule population civile française, un des trois grands phénomènes de mort en nombre de la Seconde Guerre mondiale. Pour la même période, le nombre de personnes « de race juive » livrés par la police et la gendarmerie française à la « solution finale » est estimé entre 80 000 et 90 000 pour une population visée d'environ 300 000. Le nombre de civils tués en Normandie par les bombardements alliés durant le débarquement et les batailles qui ont suivi est estimé à 20 000.

## Contexte

### Rationnement et spoliations
La très grande majorité de la population française a, durant cette période, souffert des privations, et pour les plus fragiles d'entre eux, les malades mentaux, cette situation a entraîné une surmortalité proche de certains camps de concentration. Un quart des Français souffre de la disette durant l'hiver 43, alors que déjà au cours de l'été précédent Lucie Randoin, missionnée par le ministre Max Bonnafous, observait dans Paris même, à l’hôpital Sainte-Anne, que pour les aliénés, depuis le début de l'année 41, « la valeur énergétique des rations est incompatible avec la vie ».
Durant l'Occupation, la production agricole et la distribution alimentaire sont strictement encadrées par un organisme d'état, le Secrétariat d'état au ravitaillement. Les rations sont calculées par l'Institut national d'hygiène en fonction de l'âge et de l'activité. La ration de référence est celle d'un homme adulte et sédentaire. Elle est fixée à 2 400 calories. Les tickets correspondants sont distribués par les mairies. La pénurie concerne aussi les vêtements et le combustible.
Le commandement allemand exige, malgré les termes de l'armistice, que la ration calorique d'un Français soit modulée de façon à être inférieure d'un tiers à celle d'un Allemand. En 1940, un français dispose en moyenne des deux tiers de sa ration d'avant guerre. Pour le patient des hôpitaux psychiatriques, elle sera encore inférieure, 1 400 calories. À l'hôpital psychiatrique d'Auch, elle est en mars 1941 de 1 374 calories. À l'hiver 42-43, la ration qu'un adulte est autorisé à acheter en ville tombe dans certaines zones à 1 000 calories. Les Français se débrouillent, par des voies non officielles. Les malades hospitalisés, non.
Au rationnement, s'ajoutent les réquisitions de la Wehrmacht faites auprès des préfets et les pillages commis par des troupes sans contrôle. Tout stock est considéré comme une prise de guerre. Les Français sont ainsi privés d'environ la moitié de leurs ressources alimentaires.

### Idéologie eugéniste et raciste
Les faits se déroulent dans le contexte du régime de Vichy et de la révolution nationale, c'est-à-dire dans le cadre d'une hygiène raciale où les malades mentaux sont assimilés à des dégénérés et des nuisibles par la Fondation française pour l’étude des problèmes humains. Cette fondation est dirigée à partir de 1941 par le prix Nobel de médecine Alexis Carrel, nommé par le Maréchal Pétain. Cependant, quelles que soient les convergences idéologiques, cette surmortalité n'est pas le résultat d'une volonté délibérée et programmée, comme l'est en Allemagne l'Aktion T4 qui exterminera entre 200 000 et 350 000 « indésirables », mais d'un désintérêt des autorités conforté et entretenu par des préjugés eugénistes.
C'est ainsi que quand le Maréchal Pétain, à la fin avril 1943, consent à répondre aux alarmes de l'Académie de médecine mobilisée par les professeurs Lenoir, Charles Richet, Louis Justin-Besançon, celui-là circonscrit le problème de la sous-alimentation à un danger menaçant « l'avenir de la race ». Un certain discours diffusé par des autorités scientifiques, tel Lucien Cuénot, repris par des politiciens de nombreux pays qui y voient une forme de modernité, invoque génétique et darwinisme pour appeler à la stérilisation en vue d'« améliorer la race humaine, […] éliminer les individus tarés, malades et dégénérés, les femmes incapables d'allaiter, les idiots, les aliénés, etc. »
Il est toutefois des voix au sein même de l'administration pour s'élever contre ceux qui, tel l'académicien Henri Martel, tendent à assimiler l'aliéné à un « déchet sans valeur ».
Dans les hôpitaux mêmes, une autocensure s'instaure dans un climat qui est celui de l'exclusion des Juifs de l’exercice de la médecine, que ce soit dans la fonction publique hospitalière ou l’exercice libéral. Les certificats de décès sont spontanément rédigés d'une façon succincte qui atténue l'horreur des circonstances, par exemple en évoquant une infection sans mentionner une cachexie, ou en évoquant une cachexie tout en laissant supposer que la malnutrition est liée à la psychose.[réf. souhaitée]

### Système de soins concentrationnaire

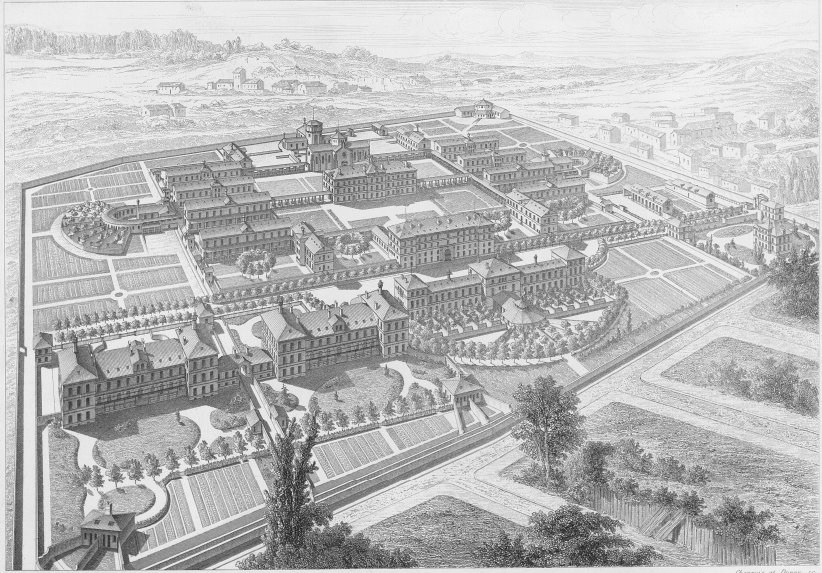
Exemple d'architecture pavillonnaire, Sainte-Anne en 1877.
On notera l'enceinte externe et les enceintes internes.

La Troisième République a développé pour les malades mentaux un système de soins sans cesse modernisé, depuis les innovations de Jean-Martin Charcot (1825-1893) jusqu'à la transformation en 1938 des asiles d'aliénés en hôpitaux psychiatriques, c'est-à-dire, du moins dans l'intention, en un lieu de soins et non plus seulement de relégation. De vastes complexes, tels l'hôpital de Ville-Évrard ou celui de Clermont de l’Oise, ont été construits loin des villes selon le modèle hygiéniste de l'architecture pavillonnaire. Une vie parallèle et reléguée y est offerte aux patients, non pas certes telle qu'elle soit plus belle mais du moins qu'elle soit possible.
Cependant, les thérapeutiques proposées restent impuissantes. Dans les chambrées, dans les couloirs, au milieu du silence des catatoniques, règne un hurlement inextinguible, celui des déments précoces en prise avec leurs hallucinations. Il faudra attendre les travaux de Georges Daumezon, Paul Guiraud et Henri Laborit pour que Pierre Deniker puisse en 1952 obtenir une autorisation de mise sur le marché du premier des neuroleptiques, qui, sans  traiter véritablement la psychose , du moins atténuent la maladie.
Dans ces conditions, les infirmiers, tout en développant une certaine socialisation quand cela est possible, en sont réduits au rôle de gardiens. Leur préoccupation première est d'éviter que le patient ne se mette en danger, en particulier en s'évadant. Les hôpitaux sont enceints de hauts murs, de fossés, de barbelés. L'organisation des soins en dehors de la surveillance, de l'hygiène et de la cantine, est d'autant plus réduite que les effectifs sont très insuffisants. Les médecins eux-mêmes, praticiens à temps plein, ne sont que 213 pour une centaine d'établissements. Au Vinatier, il y a un médecin et son interne pour huit cents lits. Les patients ne sont vus qu'à larges intervalles de temps. Rares sont ceux qui, choisis, font l'objet d'un réel suivi. Le système est ainsi lui-même pathogène et favorise une aggravation irréversible de la maladie, la « chronicisation », dont le terme est la vésanie.
Le corollaire de cette situation de 1940, en soi désespérante, est la sélection d'un personnel lui-même désocialisé (le mariage est de fait interdit), partant, dans un contexte hiérarchique très affirmé, quasi militaire, la déresponsabilisation des infirmiers. Quand les patients ont commencé de mourir en masse, personne ne s'est senti en mesure d'agir.
Il faudra attendre 1959 pour qu'une formation et un statut spécifique de l'infirmier psychiatrique soient définis.

## La maladie concentrationnaire

### Une «épidémie»
La situation était très différente selon les régions et les établissements, meilleure à l'ouest de la France, pire à l'est. Elle était meilleure dans les petites unités et dans les cliniques privées.
La surmortalité constatée sur le moment par tous les médecins des asiles est alors décrite comme une épidémie et analysée diversement :
- une recrudescence de tuberculose,
- une étrange gastro-entérite non dysentérique secondaire à l'excès de rutabaga ou à un déséquilibre alimentaire en faveur des féculents,
- un béri-béri,
- une « sensibilité particulière des malades mentaux à l'avitaminose B1 »,
- un « appétit exacerbé » par la pathologie mentale,
- un affaissement de l'instinct de survie propre aux déments précoces,
- un « délire de manque » entendu comme une forme nouvelle de mélancolie,
- « un onirisme gastronomique » correspondant en fait à une obnubilation pour la nourriture associée au délire,

Le plus souvent, elle reste cependant bien comprise comme une cachexie consécutive au déficit en calories, graisses et matières azotées.

### Les symptômes de la «cachexie œdémateuse»
Les symptômes constatés, habituellement et pudiquement regroupés sous l'euphémisme de « cachexie œdémateuse » c'est-à-dire une maigreur extrême doublée d'un gonflement des tissus mous, sont en effet toujours les mêmes et se déploient toujours selon les mêmes trois phases, qui sont celles de l'anorexie :
- Phase athreptique de quelques jours à quelques semaines[25] :
  - diarrhées
  - fièvre
  - rétention de l'estomac
  - dilatation de l'abdomen avec tympanisme mais peu d'ascite
  - hyperthermie
  - amaigrissement
  - anasarque
- Phase de dénutrition :
  - troubles hydroélectrolytiques
  - œdème facial et malléolaire
  - pellagre
  - nouvelles diarrhées
  - hémorragies intestinales
  - fonte musculaire
  - disparition du pli fessier
  - fonte des boules de Bichat (graisse qui remplit les joues)
- Coma algide d'au plus quelques heures[25] :
  - stupeur subite
  - ternissement de la cornée
  - paralysie des masticateurs (chute des maxillaires)
  - contractures des membres
  - pronation des bras
  - respiration suspirieuse et irrégulière
  - pâleur cadavérique
  - hypothermie irréversible
  - effondrement de la tension artérielle
  - arythmie cardiaque pré-agonique.

Certains hôpitaux psychiatriques, tel celui de Clermont, sont durant la guerre peuplés de squelettes ambulants mangeant leurs doigts, leurs excréments, l'écorce des arbres, les chats errants, les pissenlits, les ordures. Une statistique faite en 1943 dans un service de femmes révèle que le poids moyen des malades décédant est de 32 kilogrammes, celui de certaines patientes, de taille normale, étant de 23.

## Les mesures palliatives

### Inertie et impuissance de l'administration
La famine est connue dans les préfectures, alertées par les directeurs d'hôpitaux, dès le début de l'année 1941. Alors que les médecins et les préfets parlent de sous-alimentation, problème que la pénurie générale rend insoluble, elle est comprise et décrite dans une circulaire émise le 24 février 1941 par le nouvel et éphémère Secrétaire d'état à la famille et la santé André Chevallier, biologiste de formation, comme une avitaminose, et dès lors considérée comme une crise passagère. Par exemple, le préfet de l'Hérault, qui a bien perçu qu'il y a famine mais qu'on ne parlera que d'avitaminose, répond à la circulaire dans un compte rendu contradictoire et révélateur daté du 26 avril « […] il ne semble pas que l'avitaminose ait eu de fâcheux effets sur l'état sanitaire. Néanmoins l'augmentation de la ration de pain attribuée aux malades constituerait une mesure susceptible de pallier aux effets de l'hypoalimentation. » En somme, l'« hypoalimentation » n'a pas eu de fâcheux effets.
Une circulaire adressée le 21 décembre 1941 aux directeurs départementaux du Ravitaillement impose que les suppléments accordés aux malades par les médecins ne soient délivrés que si les mêmes médecins compensent par une diminution équivalente des rations d'autres malades.

### Vaines alarmes
Une première alerte explicite est lancée en avril 1941 à ses homologues par le médecin chef de la Chartreuse. La crise durant, les membres les plus éminents de la prestigieuse Société médico-psychologique, alarmés dès juin 1941 par leurs propres constatations et les rapports de jeunes collègues, se réunissent le 27 octobre 1941 en marge d'une conférence. Ce sont André Ceillier, Xavier Abély, Georges Heuyer, Paul Guiraud, Maurice Brissot, François Achille-Delmas, Georges Daumezon. Le climat de défiance vis-à-vis de l'État est tel que la conférence est intitulée « De la physiologie du goût », libellé propre à ne pas éveiller la suspicion des autorités quand le thème abordé est en fait « les œdèmes de la cachexie et de la famine ».
Tout en minimisant à travers des termes euphémiques la gravité de la situation, les savants émettent une série de communications confidentielles alertant sur une négligence coupable à l'endroit des asiles, une vingtaine de comptes rendus entre le 28 avril 1941 et le 2 novembre 1944. Il est demandé que la ration alimentaire du patient qui y est interné soit alignée sur celle du patient des autres hôpitaux. Celui-ci bénéficie en effet d'une ration supplémentaire apportée par sa famille mais le malade mental, lui, est le plus souvent abandonné par ses proches ou sans famille.
La publication de ces textes, toutes précautions oratoires prises, dans les Annales médico-psychologiques, revue officielle, est en soi ressentie comme une prise de risque, un engagement. Elle n'est rendue possible que par l'autorisation du COIACL, qui rationne le papier. L'avertissement initial est renouvelé avec force au Congrès de Montpellier le 22 juin 1942 par les docteurs Paul Balvet et André Requet soutenus par leurs anciens. Deux mois plus tôt, le médecin nataliste Raymond Grasset remplaçait le philosophe catholique Serge Huard au Secrétariat à la Famille et à la Santé.

### Résistance et passivité
En l'absence de réponses sinon dérisoires et tardives, quelques chefs de service tentent héroïquement de prendre des mesures de sauvegarde. Maurice Dide, figure de la psychiatrie française désormais à la retraite, entre dans la Résistance. En juin 1941 à Saint-Amand, Gaston Ferdière, dont les demandes sont rejetées par le sous-préfet qui va jusqu'à réclamer son renvoi, se résout à envoyer les malades s'approvisionner dans les fermes alentour. À Saint-Alban, Lucien Bonnafé échange clandestinement les rations de vins contre des pommes de terre. À Bonneval, Henri Ey tente d'abuser l'administration en faveur du ravitaillement de ses patients. Il organise en 1942 un colloque fondateur qui mobilise les consciences.
Toutefois la plupart des chefs de service soit ne font rien ou ne peuvent rien faire, soit essaient de s'adapter, en faisant par exemple travailler les patients pour le marché noir. Les directeurs les plus diligents transforment les pelouses en pâturage, potagers, champs de pommes de terre, mais l'attente de la récolte est longue. L'initiative est encouragée par une circulaire du 3 mars 1942, véritable aveu d'impuissance de l'état par laquelle celui-ci s'en remet à l'« ingéniosité » des médecins. La pratique se fait parfois au profit de personnels de l'hôpital et donne lieu à des malversations.

### Expérimentations thérapeutiques

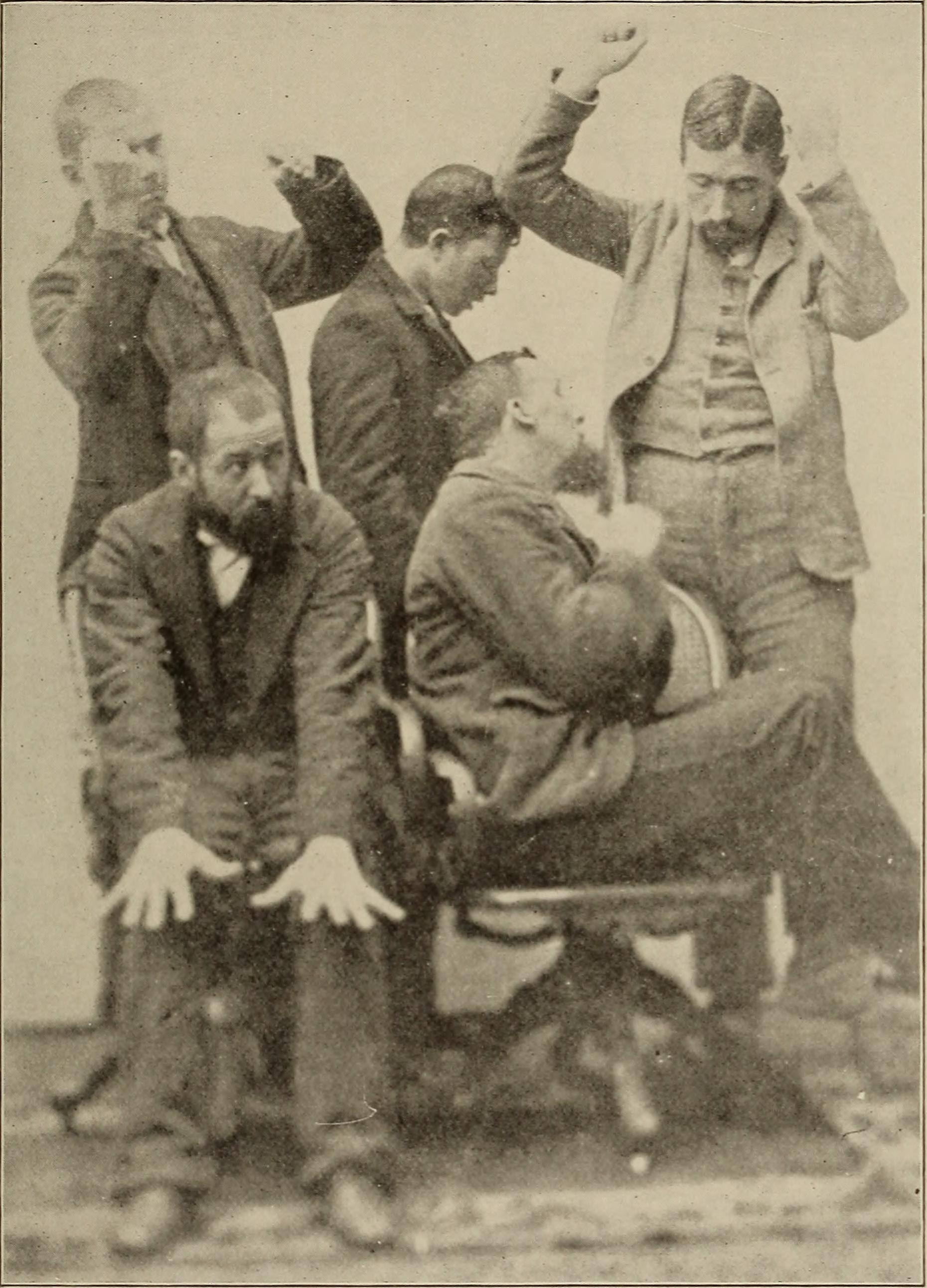
Tableau de la souffrance des psychotiques avant l'invention des nouveaux traitements.

Constatant une faillite plus générale du système asilaire et un retard français dans la mise en œuvre des thérapeutiques développées à l'étranger, telle la cure de Sakel, certains médecins chefs cherchent, non sans ambiguïtés, à pallier les manques en testant des traitements expérimentaux. Au Vinatier, le professeur Louis Revol teste l'injection de sérum de vache pour réduire la dénutrition. La sismothérapie est développée à partir de 1943 à Sainte-Anne dans le service de Jean Delay avec du matériel prêté par la Wehrmacht. La phenbenzamine (en), précurseur des neuroleptiques mis au point par Rhône-Poulenc, est testé en 1943 par Georges Daumezon et Léon Cassan.
Le but de ces expérimentations est de s'attaquer au fond du problème et de sortir les patients de la « chronicité » mortifère. La remise en cause du système est générale. Dans tous les établissements, les psychiatres, un microcosme, forment des groupes de réflexion, tels le « colloque de Bonneval », la salle de garde de l'hôpital Henri Rousselle, qu'anime le résistant Julian de Ajuriaguerra, ou la « Société du Gévaudan », qui se réunit autour du poète communiste Paul Éluard et de François Tosquelles. Ex psychiatre de l'hôpital Pere Mata (ca) de Reus sauvé par Paul Blavet du camp de Septfonds, celui-ci se fait le promoteur de la thèse de Lacan et du traitement psychanalytique de la psychose.
La fin de l'asile concentrationnaire et le traitement du patient en tant que sujet, et non plus objet, font l'unanimité. Dès octobre 1942, le nouveau préfet de l'Hérault Alfred Hontebeyrie, résistant au côté de Maurice Dide au sein du réseau NAP qui sera déporté en mai 1944 mais survivra, déclare en congrès à propos de l'expérience désaliénante du Dr. Régnier « […] si le malade n'est traité et n'est plus considéré comme il l'a été autrefois, […] il faut voir là justement un aboutissement de ce qu'est la pensée française, de ce qu'est la civilisation française, et qui fait que nous considérons l'individu quel qu'il soit, quel que soit le rôle qu'il a joué dans le groupe social, dans la nation à laquelle il appartient, […] comme quelqu'un […]. ». Paradoxalement, l'hécatombe est à l'origine d'une refondation mise partiellement en œuvre à partir de 1946.

### Trop tard
À Ville-Évrard, Paul Sivadon, médecin chef, fait intervenir la fille de Paul Sérieux, Hélène, qui se trouve être l'épouse de Max Bonnafous, lui-même nommé le 11 septembre 1942 responsable du ravitaillement dans le gouvernement Laval. Bien qu'elle n'exerce plus son métier de psychiatre des hôpitaux, elle a été invitée au congrès de la SMP à Montpellier le 22 juin 1942. C'est là qu'elle a appris l'horreur de ces événements.
Max Bonnafous obtient du secrétaire d'État à la Santé de distribuer une ration supplémentaire précise. Quand la « circulaire Bonnafous » signée par Raymond Grasset, ordonne d'aligner la ration des aliénés sur celle des « travailleurs d'usine », le 4 décembre 1942, il est déjà trop tard. Les deux tiers des victimes sont mortes. Si les 45 grammes de viande et 15 de margarine supplémentaires retournent la situation dans quelques hôpitaux et sauvent un grand nombre du quart des patients qui en bénéficient, ils ne peuvent pas guérir de l'épidémie de tuberculose. Certains services départementaux de ravitaillement n'ont pas les moyens de l'appliquer, du moins pas dans l'immédiat. Dans d'autres, les provisions sont détournées pour le marché noir.
Elles n'arriveront jamais à Clermont, où la Libération révèle un cauchemar qui ne se termine que le 17 juillet 1945, un an après l'instauration du Gouvernement provisoire. Au Vinatier, le dernier certificat de décès incriminant une « cachexie d'origine alimentaire » date du 7 mars 1945.

## Exemples de victimes

### Sylvain Fusco au Vinatier
Le peintre d'art brut Sylvain Fusco meurt le 29 décembre 1940 à l'âge de trente-sept ans au Vinatier, très grand hôpital qui à lui seul connaîtra une surmortalité d'environ 2 000 personnes sur les 3 225 patients décédés durant les cinq années de 1940 à 1945. Cela représente 62 % de l'ensemble des décès et une augmentation de la mortalité de 263 %, légèrement inférieure à celle qui a été observée à La Colombière, à Montpellier.
Le certificat de décès, muet sur la faim, illustre le retard entre les faits et leur compréhension. Fusco est en effet le premier cas qui alerte le docteur André Requet sur la nature du phénomène.

### Séraphine Louis à Clermont
La domestique devenue peintre Séraphine Louis, dite Séraphine de Senlis, meurt le 11 décembre 1942 à l'âge de soixante-dix-huit ans à la ferme de Villiers sous Erquery, annexe du gigantesque complexe psychiatrique de Clermont de l'Oise située à cinq kilomètres de celui-ci.
Un an plus tôt, à Clermont même, elle montrait les symptômes de carence liés à la « pathologie concentrationnaire ». Son dossier précise qu'à ce moment elle « cueille l'herbe pour la manger la nuit » et qu'elle en est réduite comme les autres patients à « manger les détritus ». C'est ce qui a vraisemblablement motivé son transfert vers Erquery, sans doute trop tard compte tenu de son âge. L'occurrence montre que les effets de l'épisode de famine sont indissociables de la fragilité du patient.

### Camille Claudel à Montdevergues
La sculptrice Camille Claudel meurt à Montdevergues les Roses au cours d'un épisode d'anorexie mentale à presque soixante-dix-neuf ans, le 19 octobre 1943, soit trente jours après avoir reçu, en exactement trente ans d'internement, la douzième et dernière visite de son frère, Paul Claudel, dénonciateur des déportations qui est alors en train de préparer pour une Comédie Française « épurée » une représentation mémorable de son Soulier de satin ou « Le pire n'est pas toujours sûr ». Des colis alimentaires adressés par sa famille la mettaient à l'abri de la famine, qui avait déjà tué huit cents des deux mille patients, soit 40 %.
Le cas illustre la difficulté de distinguer dans la singularité de chaque personne parmi les causes de l'« extermination douce » ce qui relève de la seule pathologie mentale du patient et ce qui appartient aux circonstances dans lesquelles sont maintenus les aliénés et qui aggraveraient leur pathologie, jusqu'à la mort. On sait par exemple que Camille Claudel a souffert d'anorexie mentale sans que cela ait jamais, pendant trente années, engagé son pronostic vital, même quand, sevrée d'alcool, elle a perdu vingt-cinq kilogrammes durant la seule année 1914, mais on ne sait pas ce que devenaient les colis alimentaires qu'elle recevait.

## Suites
- Réorganisation de la psychiatrie institutionnelle en psychiatrie de secteur.
- Fondation de l'École nationale de santé publique.
- Création du statut de praticien hospitalier à temps plein, initiative de Robert Debré remplaçant André Chevallier à la direction de l'Institut national d'hygiène.

### Documents
- A. Leulier & L. Revol, « Les protéines du sérum et la sous-alimentation », dans Lyon pharmaceutique, p. 221, Lyon, 1942.
- J. Trouillas, Quelques recherches biochimiques sur l'œdème de dénutrition. Thèse de doctorat., Faculté de pharmacie de l'université de Lyon, Lyon, 1942.
- A. Leulier, L. Revol & J. Trouillas, « Le sang et l'urine chez trente patients atteints d'œdème par carence alimentaire », Société de biologie de Lyon, Lyon, 16 mars 1942.
- J. A. Roux, Contribution à l'étude des phénomènes de dénutrition. Thèse de doctorat., Faculté de médecine de l'université de Lyon, Lyon, 1943.
- G. Frédéric, Sur l'œdème de dénutrition. Essais thérapeutiques. Thèse de doctorat., Faculté de médecine de l'université de Lyon, Lyon, 1944.
- A. Leulier, L. Revol & G. Frédéric, « Nouvelles recherches sur l'œdème et la dénutrition azotée », Société de pharmacie de Lyon, juin 1944, éd. in Lyon pharmaceutique, no 169, p. 147, Lyon, 1945.

### Témoignages
- L. Reverdy, Crise en psychiatrie. Thèse de doctorat., Faculté de médecine de l'université de Lyon, Lyon, 1943.

éd. Bosc frères & L. Riou, Lyon, 1944, 52 p.
- L. Bonnafé, « Sur quelques expériences psychiatriques dans la Résistance française », Société suisse de psychiatrie, Bâle, 1946.
- H. Duchêne, « Enquête sur les durées comparées des séjours en HP entre 1934 et 1946. », dans Bulletin, Institut national d'hygiène, Paris, 1948, rééd. dans Technique hospitalière, no 185, 1961.
- P. Balvet, « Sur le comportement de passivité », dans Journées de thérapeutique psychiatrique, Lyon, 1959.
- F. Tosquelles, « In memoriam, sur G. Daumezon, quelques autres et moi. », dans L'Information psychiatrique, vol. LVI, no 5, juin 1971.
- A. Mure, « La mort du fou et l'obsession du Dr Requet », dans Rhône-Alpes, Lyon, 9 avril 1979.
- P. Scherrer, Un hôpital sous l'occupation : souvenirs d'un psychiatre., Atelier Alpha bleue, 1989  (ISBN 9782864690535), 187 p.

- G. Ferdière, Rapport sur le fonctionnement de l'hôpital psychiatrique de Rodez du 23 juillet 1941 au 30 novembre 1942, Nervure, Paris, 1991.

### Études connexes
- C. Quétel, « Le mouvement de la Rénovation psychiatrique lors des années 40 », dans revue Recherches, juin 1970.
- G. Massé & D. Ginestet, « Une lecture des "Annales" de l'Occupation. La vie dans les H. P. de 1939 à 1945. », dans Actualités psychiatriques, no 3, 1977.
- A. Castelli, « Mondevergues-les-Roses (1940-1945) : un hôpital psychiatrique sous Vichy. », dans Chimères, no XXVIII-XIX, septembre 1996.

### Sources
1. ↑  M. Lafont, L’Extermination douce. La Cause des fous., p. 204, Le Bord de l'eau, Latresne, 2000.
2. ↑  M. Lafont, L’Extermination douce. La Cause des fous., p. 205, Le Bord de l'eau, Latresne, 2000.
3. 1 2 3  M. Lafont, L’Extermination douce. La Cause des fous., p. 41-42, Le Bord de l'eau, Latresne, 2000.
4. 1 2 3  I. von Bueltzingsloewen, L’Hécatombe des fous. La famine dans les hôpitaux psychiatriques français sous l’occupation., p. 35, Champs histoire, Paris, 2009  (ISBN 978-2-0812-2479-7).
5. 1 2  M. Lafont, L’Extermination douce. La Cause des fous., p. 44, Le Bord de l'eau, Latresne, 2000.
6. 1 2 3  M. Lafont, L’Extermination douce. La Cause des fous., p. 45, Le Bord de l'eau, Latresne, 2000.
7. 1 2  I. von Bueltzingsloewen, L’Hécatombe des fous. La famine dans les hôpitaux psychiatriques français sous l’occupation., p. 230, Champs histoire, Paris, 2009  (ISBN 978-2-0812-2479-7).
8. 1 2  L. Randouin, « Phénomènes de dénutrition chez les aliénés pendant la période des restrictions », in Bulletin, Académie de médecine, Paris, 2 novembre 1943.
9. 1 2 3  O. Bonnet & C. Quétel, « "L'Extermination douce" ou l'événement médiatique », in Nervure, t. IV, Paris, 2 mars 1991.
10. 1 2 3  C. Escoffier Lambiotte, « Les Innocents… », in Le Monde, Paris, 10 juin 1987.
11. ↑  I. von Bueltzingsloewen, L’Hécatombe des fous. La famine dans les hôpitaux psychiatriques français sous l’occupation., p. 211, Champs histoire, Paris, 2009  (ISBN 978-2-0812-2479-7).
12. ↑  I. von Bueltzingsloewen, L’Hécatombe des fous. La famine dans les hôpitaux psychiatriques français sous l’occupation., p. 57, Champs histoire, Paris, 2009  (ISBN 978-2-0812-2479-7).
13. ↑  M. Lafont, L’Extermination douce. La Cause des fous., p. 49, Le Bord de l'eau, Latresne, 2000.
14. 1 2 3 4  L. Bonnafé, « Silence(s) de mort », in L'Homme, cet inconnu ?, op. cité.
15. ↑  I. von Bueltzingsloewen, L’Hécatombe des fous. La famine dans les hôpitaux psychiatriques français sous l’occupation., p. 229, Champs histoire, Paris, 2009  (ISBN 978-2-0812-2479-7).
16. ↑  S. E. Mondor, « Conférence sur les établissements départementaux d'assistance », Conseil municipal de Paris & Conseil départemental de la Seine, Paris, 1943 (BAVP, ms. n° 200)
cité in I. von Bueltzingsloewen, L’Hécatombe des fous. La famine dans les hôpitaux psychiatriques français sous l’occupation., p. 342, Champs histoire, Paris, 2009  (ISBN 978-2-0812-2479-7).
17. ↑  Claude Quétel, Histoire de la folie : de l'Antiquité à nos jours, Paris, Tallandier, 2012, 619 p. (ISBN 978-2-84734-927-6), p. 406.
18. ↑  M. Lafont, L’Extermination douce. La Cause des fous., p. 22-23, Le Bord de l'eau, Latresne, 2000.
19. 1 2  I. von Bueltzingsloewen, L’Hécatombe des fous. La famine dans les hôpitaux psychiatriques français sous l’occupation., p. 179, Champs histoire, Paris, 2009  (ISBN 978-2-0812-2479-7).
20. ↑  A. Requet, cité in A.Mure, op. cité.
21. ↑  M. Lafont, L’Extermination douce. La Cause des fous., p. 25, Le Bord de l'eau, Latresne, 2000.
22. ↑  M. Lafont, L’Extermination douce. La Cause des fous., p. 25-26, Le Bord de l'eau, Latresne, 2000.
23. ↑  M. Lafont, L’Extermination douce. La Cause des fous., p. 212-217, Le Bord de l'eau, Latresne, 2000.
24. ↑  M. Lafont, L’Extermination douce. La Cause des fous., p. 80, Le Bord de l'eau, Latresne, 2000.
25. 1 2  G. Papet, Contribution à l'étude des œdèmes de famine. La sous-alimentation à l'Hôpital psychiatrique de Cadillac-Sur-Garonne en 1941., Bière, Pompignac, 1942, 75 p.
26. ↑  Direction de l'hôpital, Photographie, in Rapport, Clermont, 1945,
cité in A. Ajzenberg, « Les handicapés mentaux victimes de Vichy sortent de l'oubli », in Médiapart, Paris, 17 février 2015.
27. ↑  A. Mure, op. cité.
28. ↑  I. von Bueltzingsloewen, L’Hécatombe des fous. La famine dans les hôpitaux psychiatriques français sous l’occupation., p. 208, Champs histoire, Paris, 2009  (ISBN 978-2-0812-2479-7).
29. ↑  I. von Bueltzingsloewen, L’Hécatombe des fous. La famine dans les hôpitaux psychiatriques français sous l’occupation., p. 224, Champs histoire, Paris, 2009  (ISBN 978-2-0812-2479-7).
30. ↑  I. von Bueltzingsloewen, L’Hécatombe des fous. La famine dans les hôpitaux psychiatriques français sous l’occupation., p. 209, Champs histoire, Paris, 2009  (ISBN 978-2-0812-2479-7).
31. ↑  La faute de français figure dans la version originale de l'article. Il aurait fallu écrire : « pallier les effets […] ».
32. ↑  Cité in I. von Bueltzingsloewen, L’Hécatombe des fous. La famine dans les hôpitaux psychiatriques français sous l’occupation., p. 210, Champs histoire, Paris, 2009  (ISBN 978-2-0812-2479-7).
33. ↑  I. von Bueltzingsloewen, L’Hécatombe des fous. La famine dans les hôpitaux psychiatriques français sous l’occupation., p. 216, Champs histoire, Paris, 2009  (ISBN 978-2-0812-2479-7).
34. ↑  M. Lafont, L’Extermination douce. La Cause des fous., p. 33-34, Le Bord de l'eau, Latresne, 2000.
35. ↑  M. Lafont, L’Extermination douce. La Cause des fous., p. 49-51, Le Bord de l'eau, Latresne, 2000.
36. ↑  A. Spire, « Préface », in M. Lafont, L'extermination douce. La cause des fous., op. cité, p. 9.
37. ↑  M. Lafont, L’Extermination douce. La Cause des fous., p. 219-221, Le Bord de l'eau, Latresne, 2000.
38. ↑  M. Lafont, L’Extermination douce. La Cause des fous., p. 221, Le Bord de l'eau, Latresne, 2000.
39. ↑  M. Lafont, L’Extermination douce. La Cause des fous., p. 175, Le Bord de l'eau, Latresne, 2000.
40. ↑  M. Lafont, L’Extermination douce. La Cause des fous., p. 51, Le Bord de l'eau, Latresne, 2000.
41. ↑  I. von Bueltzingsloewen, L’Hécatombe des fous. La famine dans les hôpitaux psychiatriques français sous l’occupation., p. 222-223, Champs histoire, Paris, 2009  (ISBN 978-2-0812-2479-7).
42. ↑  I. von Bueltzingsloewen, L’Hécatombe des fous. La famine dans les hôpitaux psychiatriques français sous l’occupation., p. 225, Champs histoire, Paris, 2009  (ISBN 978-2-0812-2479-7).
43. ↑  M. Lafont, L’Extermination douce. La Cause des fous., p. 54, Le Bord de l'eau, Latresne, 2000.
44. 1 2  M. Lafont, L’Extermination douce. La Cause des fous., p. 75, Le Bord de l'eau, Latresne, 2000.
45. ↑  M. Lafont, L’Extermination douce. La Cause des fous., p. 76, Le Bord de l'eau, Latresne, 2000.
46. ↑  M. Lafont, L’Extermination douce. La Cause des fous., p. 78, Le Bord de l'eau, Latresne, 2000.
47. ↑  M. Lafont, L’Extermination douce. La Cause des fous., p. 66, Le Bord de l'eau, Latresne, 2000.
48. ↑  M. Lafont, L’Extermination douce. La Cause des fous., p. 72, Le Bord de l'eau, Latresne, 2000.
49. ↑  M. Lafont, L’Extermination douce. La Cause des fous., p. 65, Le Bord de l'eau, Latresne, 2000.
50. ↑  J. Oury, Le transfert II, p. 5, Centre hospitalier Sainte-Anne, Paris, 19 juin 2013.
51. ↑  M. O. Baruch, Servir l'État français: l'administration en France de 1940 à 1944., collect° Pour une histoire du XXe siècle, Fayard, Paris, 1996.
52. ↑  A. Hontebeyrie, « Ouverture », in Congrès des aliénistes, SMP, Montpellier, octobre 1942
cité in I. von Bueltzingsloewen, L’Hécatombe des fous. La famine dans les hôpitaux psychiatriques français sous l’occupation., p. 371, Champs histoire, Paris, 2009  (ISBN 978-2-0812-2479-7).
53. ↑  M. Lafont, L’Extermination douce. La Cause des fous., p. 181, Le Bord de l'eau, Latresne, 2000.
54. ↑  I. von Bueltzingsloewen, L’Hécatombe des fous. La famine dans les hôpitaux psychiatriques français sous l’occupation., p. 232, Champs histoire, Paris, 2009  (ISBN 978-2-0812-2479-7).
55. ↑  I. von Bueltzingsloewen, L’Hécatombe des fous. La famine dans les hôpitaux psychiatriques français sous l’occupation., p. 226, Champs histoire, Paris, 2009  (ISBN 978-2-0812-2479-7).
56. ↑  I. von Bueltzingsloewen, L’Hécatombe des fous. La famine dans les hôpitaux psychiatriques français sous l’occupation., p. 238, Champs histoire, Paris, 2009  (ISBN 978-2-0812-2479-7).
57. 1 2  I. von Bueltzingsloewen, L’Hécatombe des fous. La famine dans les hôpitaux psychiatriques français sous l’occupation., p. 237, Champs histoire, Paris, 2009  (ISBN 978-2-0812-2479-7).
58. ↑  I. von Bueltzingsloewen, L’Hécatombe des fous. La famine dans les hôpitaux psychiatriques français sous l’occupation., p. 239, Champs histoire, Paris, 2009  (ISBN 978-2-0812-2479-7).
59. ↑  G. Daumezon, cité in Lafont, p. 110, 2000, op. cité.
60. ↑  M. Lafont, L’Extermination douce. La Cause des fous., p. 180, Le Bord de l'eau, Latresne, 2000.
61. ↑  M. Lafont, L’Extermination douce. La Cause des fous., p. 110, Le Bord de l'eau, Latresne, 2000.
62. 1 2  M. Lafont, L’Extermination douce. La Cause des fous., p. 111, Le Bord de l'eau, Latresne, 2000.
63. 1 2  M. Lafont, L’Extermination douce. La Cause des fous., p. 112, Le Bord de l'eau, Latresne, 2000.
64. ↑  P. Claudel, Lettre au Grand Rabbin de France Isaïe Schwartz, 24 décembre 1941,
cité in E. Godo, Paul Claudel: La vie au risque de la joie, p. 272, Cerf, Paris, 2005.
65. ↑  J.-L. Vaudoyer, Lettre à Paul Claudel, 10 décembre 1943,
cité in H. Amouroux, La Vie des Français sous l’Occupation, p. 468, Fayard, Paris, 1961.
66. ↑  Directeur de Montdevergues, cité in P. Claudel, Journal, 21 septembre 1943,
cité in F. Varillon & J. Petit, Paul Claudel - Journal II (1933-1955), Gallimard, Paris, 1969.
67. ↑  Dr Michaux, Certificat, 7 mars 1913,
cité in A. Rivière, B. Gaudichon & D. Ghanassia, Camille Claudel. Catalogue raisonné., Adam Biro, Paris, 2001,
cité in E. Favereau, « Camille Claudel. Asile Année zéro. », in Libération, Paris, 15 septembre 2000.